# ВЕС Фея-Мате
ВЕС Фея-Мате (нім. Offshore-Windpark Veja Mate) — німецька офшорна вітроелектростанція, введена в експлуатацію у 2017 році.
Місце для розміщення ВЕС обрали в Північному морі за 95 км на північний захід від острова Боркум (частина Фризького архіпелагу). Весною 2016 року спеціалізоване судно Seajacks Scylla розпочало роботи зі спорудження фундаментів. На момент будівництва Veja Mate використані тут монопалі були найбільшими в історії офшорної вітроенергетики — при довжині до 85 метрів та діаметрі 7,8 метра вони важили від 1230 до 1300 тон. Інше судно Seajacks Zaratan монтувало зверху перехідні елементи, до яких потім кріпляться башти вітроагрегатів, при цьому кожен такий елемент важив по 350 тон. Доставку конструкцій зазначені судна здійснювали самостійно з бази в порту Емсгафен (нідерландська провінція Гронінген), при цьому Scylla брала три, а Zaratan — шість компонентів за один рейс.
Першу вітрову турбіну змонтували в січні 2017-го, а вже травні судна Seajacks Scylla та Bold Tern завершили цей процес.
Плавучий кран Hermod змонтував офшорну трансформаторну підстанцію у складі ґратчастої опорної основи («джекету»), яку доставили з нідерландського Вліссінгена, та надбудови з обладнанням («топсайду»), котра прибула із бельгійського Гобокена.
Для видачі продукції судно Atalanti проклало два кабелі довжиною по 11,2 км до офшорної платформи BorWin beta, яка перетворює змінний струм у прямий для подальшої подачі на берег за допомогою технології HVDC (лінії постійного струму високої напруги).
Станція складається із 67 вітрових турбін Siemens типу SWT-6.0-154 з одиничною потужністю 6 МВт та діаметром ротора 154 метри. Їх змонтували на баштах висотою 80 метрів у районі з глибинами моря від 39 до 41 метра.
Проект вартістю 1,3 млрд євро спільно реалізували Highland Group, Siemens Financial Services та Copenhagen Infrastructure Partners. Він має виробляти 1,6 млрд кВт-год електроенергії на рік.